# Blue Is the Colour (album)
Blue Is the Colour è il quinto album in studio del gruppo musicale britannico The Beautiful South, pubblicato nel 1996.

## Tracce
Tutte le tracce sono scritte e composte da Paul Heaton e Dave Rotheray, eccetto dove indicato.
1. Don't Marry Her – 3:23
2. Little Blue – 3:17
3. Mirror – 4:05
4. Blackbird on the Wire – 4:57
5. The Sound of North America – 4:02
6. Have Fun – 4:44
7. Liars' Bar – 5:53
8. Rotterdam (or Anywhere) – 3:37
9. Foundations – 2:44
10. Artificial Flowers (Sheldon Harnick, Jerry Bock) – 3:58
11. One God – 4:12
12. Alone – 4:58

## Formazione
- Paul Heaton - voce
- Dave Hemingway - voce
- Dave Rotheray - chitarra
- Jacqui Abbott - voce
- Sean Welch - basso
- Dave Stead - batteria